# 9744 Nielsen
9744 Nielsen eller 1988 JW är en asteroid i huvudbältet som upptäcktes den 9 maj 1988 av det amerikanska astronom paret Eugene M. och Carolyn S. Shoemaker vid Palomar-observatoriet. Den är uppkallad efter Jerri Nielsen.
Asteroiden har en diameter på ungefär 5 kilometer.